# Pontificio consiglio delle comunicazioni sociali
Il Pontificio consiglio delle comunicazioni sociali (in latino Pontificium consilium de communicationibus socialibus) è stato un dicastero della Curia romana. Soppresso nel marzo 2016, le sue funzioni sono state assorbite dal Dicastero per la comunicazione.

## Storia
Il 30 gennaio 1948 venne istituita da papa Pio XII la "Pontificia commissione di consulenza e di revisione ecclesiastica dei film a soggetto religioso o morale" ed il 17 settembre dello stesso anni vennero approvati il nuovo statuto e il nome di "Pontificia commissione per la cinematografia didattica e religiosa".
Per essere più adatta alle esigenze dei nuovi mezzi di comunicazione allora emergenti nel 1952 venne di nuovo modificato lo statuto e la denominazione in "Pontificia commissione per la cinematografia" e vennero nominati numerosi esperti.
Lo sviluppo e il miglioramento di questo organismo continuò e nel 1954 il nome della commissione venne nuovamente mutato in "Pontificia commissione per la cinematografia, la radio e la televisione". Questo istituto divenne un organismo stabile della Curia romana con la lettera apostolica Boni pastoris di papa Giovanni XXIII il 22 febbraio 1959.
L'8 settembre 1957 papa Pio XII promulgò l'enciclica Miranda prorsus sulle comunicazioni mentre il 17 febbraio 1958 dichiarò santa Chiara d'Assisi "celeste patrona" della televisione e delle telecomunicazioni.
Nel 1959 Giovanni XXIII eresse la Filmoteca Vaticana che venne affidata alla commissione. Durante il concilio Vaticano II, papa Paolo VI con il motu proprio "In fructibus Multis" del 2 aprile 1964 cambiò la denominazione del dicastero in "Pontificia commissione per le comunicazioni sociali" e affidò ad essa tutto quello che concerneva la comunicazione.
A partire dal 1967 venne istituita da Paolo VI la Giornata Mondiale delle comunicazioni sociali che da quella data si ripete a cadenza annuale. Con la costituzione apostolica Pastor Bonus del 1988 il dicastero viene elevato al grado di pontificio consiglio da Giovanni Paolo II.
Il pontificio consiglio per le comunicazioni sociali è stato soppresso da papa Francesco il 27 giugno 2015 con la lettera apostolica L'attuale contesto comunicativo, e le sue competenze sono confluite nella "Segreteria per la comunicazione", dal 2018 denominato Dicastero per la comunicazione.

## Competenze e struttura
Secondo la Pastor Bonus scopo primario del Pontificio consiglio delle comunicazioni sociali era di far uso degli «strumenti di comunicazione sociale, affinché, anche per mezzo di essi, il messaggio della salvezza e l'umano progresso possano servire all'incremento della civiltà e del costume.»
La stessa costituzione apostolica così esplicitava i compiti di questo pontificio consiglio:
§ 1. Il Consiglio attende alla precipua funzione di suscitare e sostenere tempestivamente ed adeguatamente l'azione della Chiesa e dei fedeli nelle molteplici forme della comunicazione sociale; di adoperarsi perché, sia i giornali e gli altri scritti periodici, sia gli spettacoli cinematografici, sia le trasmissioni radiofoniche e televisive siano sempre più permeati di spirito umano e cristiano.
§ 2. Con speciale sollecitudine esso segue i quotidiani cattolici, le pubblicazioni periodiche, le emittenti radiofoniche e televisive, perché realmente corrispondano alla propria indole e funzione, divulgando soprattutto la dottrina della Chiesa, quale è proposta dal Magistero, e diffondendo correttamente e fedelmente le notizie di carattere religioso.
§ 3. Favorisce le relazioni con le associazioni cattoliche, che operano nel campo delle comunicazioni.
§ 4. Si adopera perché il popolo cristiano, specialmente in occasione della celebrazione della Giornata delle Comunicazioni Sociali, prenda coscienza del dovere, che spetta a ciascuno, di impegnarsi affinché tali strumenti siano a disposizione della missione pastorale della Chiesa.»
(Pastor Bonus, art. 170.)

## Cronotassi

### Presidenti
- Arcivescovo Martin John O'Connor (gennaio 1948 - 8 settembre 1969 dimesso)
  - Vescovo Agostino Ferrari Toniolo (23 aprile 1969 - 8 settembre 1971 nominato officiale della curia romana) (pro-presidente)
- Arcivescovo Edward Louis Heston, C.S.C. (8 settembre 1971 - 2 maggio 1973 deceduto)
- Arcivescovo Andrzej Maria Deskur (settembre 1973 - 8 aprile 1984 ritirato)
- Arcivescovo John Patrick Foley (5 aprile 1984 - 27 giugno 2007 nominato pro-gran maestro dell'Ordine equestre del Santo Sepolcro di Gerusalemme)
- Arcivescovo Claudio Maria Celli (27 giugno 2007 - marzo 2016 cessato)

### Vicepresidenti
- Vescovo Agnellus Andrew, O.F.M. † (15 febbraio 1980 - 16 luglio 1983 ritirato)

### Segretari
- Monsignore Albino Galletto † (1950 - 1970 dimesso)
- Presbitero Andrzej Maria Deskur † (9 gennaio 1970 - settembre 1973 nominato presidente del medesimo dicastero)
- Presbitero Romeo Panciroli, M.C.C.I. † (25 settembre 1973 - 6 novembre 1984 nominato pro-nunzio apostolico in Gambia e in Liberia e delegato apostolico in Guinea e Sierra Leone)
- Vescovo Pierfranco Pastore † (4 dicembre 1984 - 29 novembre 2003 ritirato)
- Vescovo Renato Boccardo (29 novembre 2003 - 22 febbraio 2005 nominato segretario del Governatorato dello Stato della Città del Vaticano)
- Monsignore Paul Tighe (30 novembre 2007 - 19 dicembre 2015 nominato segretario aggiunto del Pontificio consiglio della cultura)

### Segretari aggiunti
- Monsignore Giuseppe Antonio Scotti (30 novembre 2007 - marzo 2016 cessato)

### Vice-segretari
- Presbitero Andrzej Maria Deskur (1955 - 1959 nominato sottosegretario del medesimo dicastero)

### Sottosegretari
- Presbitero Andrzej Maria Deskur (1959 - 9 gennaio 1970 nominato segretario del medesimo dicastero)
- Presbitero Romeo Panciroli, M.C.C.I. (1970 - 25 settembre 1973 nominato segretario del medesimo dicastero)
- Presbitero Karlheinz Hoffmann, S.I. (1973 - 1990 dimesso)
- Signor Hans-Peter Röthlin (1991 - 1999 dimesso)
- Dott. Angelo Scelzo (2000 - 22 gennaio 2013 dimesso)

## Documenti promulgati
- Il film ideale - Esortazioni di Pio XII ai rappresentanti del mondo cinematografico (1955)
- Orientamenti per la formazione dei futuri sacerdoti circa gli strumenti della comunicazione sociale (1986)
- Criteri di collaborazione ecumenica ed interreligiosa nel campo delle comunicazioni sociali (1989)
- Pornografia e violenza nei mezzi di comunicazione: una risposta pastorale (1989)
- Aetatis Novae (1992)
- Alcuni film importanti (1995)
- Cento anni di cinema (1995-1996)
- Etica nella pubblicità (1997)[10]
- Etica nelle comunicazioni sociali (2000)
- La Chiesa e internet (2002)[11]
- Etica in internet (2002)[12]